# Ruinart

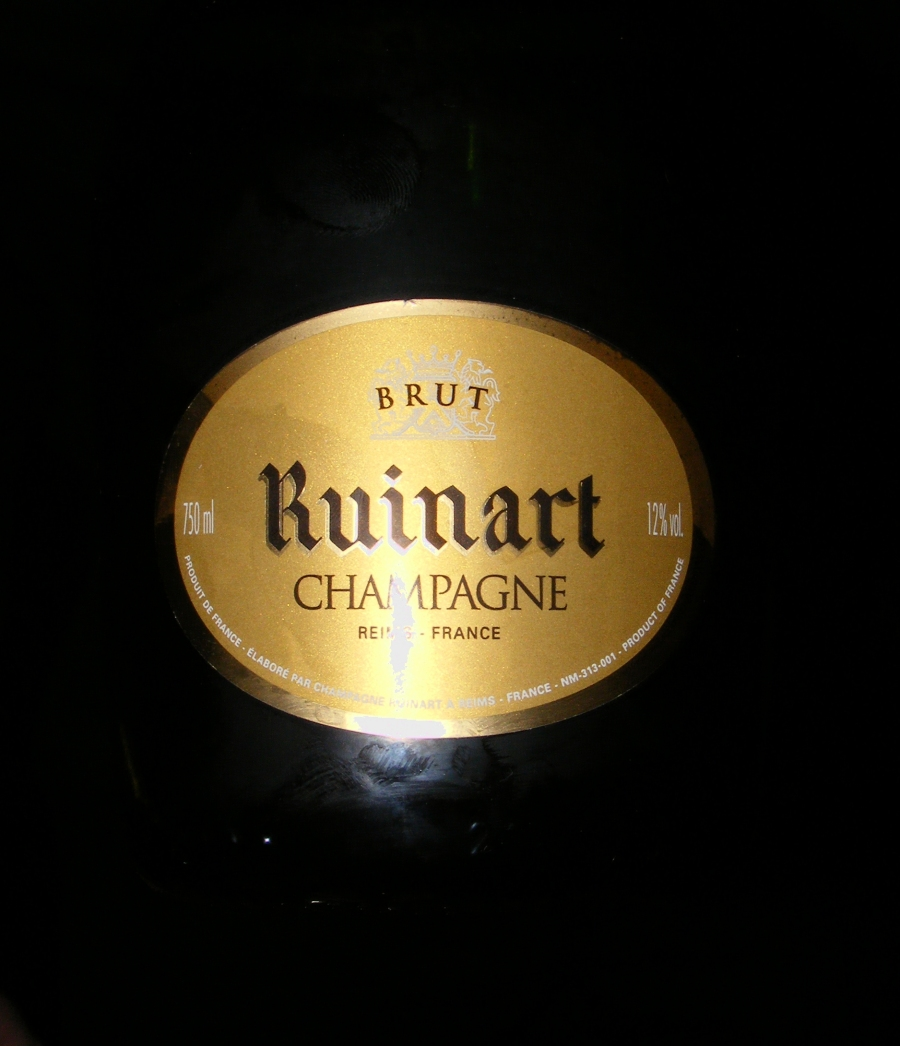
Das Etikett des Champagnerhauses Ruinart

Champagne Ruinart ist ein Champagnerhaus in Reims. Es wurde am 1. September 1729 durch Nicolas Irénée Ruinart, den Neffen des Benediktinermönchs Dom Thierry Ruinart gegründet und ist das älteste noch aktive Champagnerhaus.

## Geschichte des Hauses
Dom Ruinart stammte aus einer bürgerlichen Familie von Tuchhändlern aus der Champagne. Während seiner Handelsreisen in Europa erkannte er das Zukunftspotential für die Produktion von Champagner. Er erkannte die wachsende Begeisterung an den aristokratischen Höfen, welche durch den Champagner ausgelöst wurde. Dieses Wissen und seine Vision zum Champagner vermittelte er seinem Bruder Nicolas Ruinart.
Dieser musste auf den königlichen Erlass vom 25. Mai 1728 warten, um seine Pläne verwirklichen zu können. Mit diesem Erlass erlaubte der König den Transport von Wein in Flaschen. Vor diesem Zeitpunkt durfte der Wein nicht in Flaschen, sondern nur in Fässern transportiert werden, was für Champagner undenkbar war.
Die ersten Sendungen Champagner gingen an Tuchhändler, was man heute als Werbegeschenke bezeichnen würde. Wie sein Onkel zwanzig Jahre zuvor stellte Nicolas Ruinart bald fest, dass das Weingeschäft einträglicher war als das Tuchgeschäft. In den Häfen ersetzten die Champagnerkörbe mit Flaschenwein auf den Schiffen bald die Stoffballen und die Tuchrollen. Das Geschäft lief so gut, dass ab 1735 der Verkauf von Champagner die einzige Tätigkeit des Hauses Ruinart war.
Heute gehört Ruinart zum Luxusartikelkonzern LVMH.

## Trivia
Das Champagnerhaus war Stifter des Pokals der 1. Schweizer Fussballmeisterschaft 1897/98.